# Åländische Demokratie
Åländische Demokratie (schwedisch Åländsk Demokrati, Abkürzung ÅD) ist eine rechtspopulistische Partei in der autonomen finnischen Provinz Åland. Ihr seit der Parlamentswahl in Åland 2015 im Lagting vertretene Parteivorsitzende Stephan Toivonen bildet das rechte Ende des Parlaments.

## Geschichte
Die Partei wurde 2015 vor der Parlamentswahl im Zuge der Entstehung rechtspopulistischer Parteien in ganz Europa während der Flüchtlingskrise in Europa ab 2015 gegründet. Während des Wahlkampfes kritisierten politische Gegner der Åländischen Demokratie, dass zwei der vier Kandidaten für den Lagting eine kriminelle Vergangenheit haben, obwohl sie explizit vor der kriminellen Energie von Flüchtlingen aus sogenannten Hochrisikoländern warnen.
Bei ihrer ersten Wahlteilnahme 2015 erreichte die Partei 3,6 % und konnte so mit ihrem Spitzenkandidaten Stephan Toivonen einen Sitz im neuen Lagting besetzen. Bei den gleichzeitig stattfindenden Kommunalwahlen in den 16 Gemeinden trat die Partei in Finström und Mariehamn an. Dort erreichte sie 4,0 % respektive 3,5 %. In Mariehamn reichte die Stimmenzahl für das einzige Gemeinderatsmandat der Partei.
Bei der Parlamentswahl in Åland 2019 erreichte die Partei nur noch 2,9 %, konnte aber ihren einen Sitz im Lagting halten. Ihr einziger Gemeinderatssitz in Mariehamn ging jedoch verloren.

## Ausrichtung
Die Partei entspricht von ihrer programmatischen Ausrichtung anderen rechtspopulistischen Parteien in Europa, zum Beispiel der Alternative für Deutschland oder der Freiheitlichen Partei Österreichs. Eines ihrer Kernziele ist die Eindämmung der Migration aus sogenannten Hochrisikoländern. In ihrem Parteiprogramm fordert sie, Christen anderen Migrationsgruppen vorzuziehen. Flüchtlingsunterkünfte sollen gar nicht auf Åland gebaut werden und die Stadt Mariehamn soll keine Flüchtlinge mehr aufnehmen.
Darüber hinaus leugnet die Partei einen menschengemachten Klimawandel, obwohl sie die Ziele der Europäischen Union für die Eindämmung der Nutzung von fossilen Brennstoffen unterstützt. Im wirtschaftspolitischen Bereich strebt die Partei gute Voraussetzungen für die Entwicklung und weitgehende Handlungsfreiheit von Unternehmen, zum Beispiel durch einen Ausbau der Infrastruktur, an. Somit lässt sie sich auch als wirtschaftsliberal bezeichnen.
Über die Autonomie Ålands sagt die Partei, dass im Falle einer eigenständigen finanziellen Absicherung und Verschlechterung der Lage der Schweden in Finnland eine Unabhängigkeit von Åland die beste Möglichkeit ist. Sie sieht die Vorteile eines souveränen Ålands insbesondere dabei, dass so komplett selbst über Einreise und Migration bestimmt werden kann. Im Zuge dessen wird insbesondere eine Überfremdung Schwedens als kulturell verbundenes Land nach 2015 genannt, vor der man sich als Åland wahren möchte.

## Wahlergebnisse
| Jahr | Wahl                | Stimmen            | Stimmenanteil      | Sitze              |
| ---- | ------------------- | ------------------ | ------------------ | ------------------ |
| 2015 | Parlamentswahl 2015 | 0.502              | 3,6 %              | 1/30               |
| 2019 | Parlamentswahl 2019 | 0.419              | 2,95 %             | 1/30               |
| 2023 | Parlamentswahl 2023 | nicht teilgenommen | nicht teilgenommen | nicht teilgenommen |